# Dacus parvifoliaceus
Dacus parvifoliaceus är en tvåvingeart som beskrevs av Tseng, Chen och Chu 1992. Dacus parvifoliaceus ingår i släktet Dacus och familjen borrflugor.
Artens utbredningsområde är Taiwan. Inga underarter finns listade i Catalogue of Life.